# 17358 Lozino-Lozinskij
17358 Lozino-Lozinskij è un asteroide della fascia principale. Scoperto nel 1978, presenta un'orbita caratterizzata da un semiasse maggiore pari a 2,3726831 au e da un'eccentricità di 0,1287499, inclinata di 6,09326° rispetto all'eclittica.
L'asteroide è dedicato allo scienziato sovietico Gleb Evgen'evič Lozino-Lozinnskij.